# Ousman Jammeh
Ousaman Jammeh, né le 13 août 1953, est un homme politique gambien.

## Biographie
Ousman a fait ses études à l'université du Nigeria à Nsukka, à l'Institut Finafrica de Milan et à l'université d'East Anglia (MA Développement rural, 1984). 

## Parcours professionnel
Ousman a occupé le poste de ministre gambien des Affaires étrangères de septembre 2009 à juin 2010, après avoir occupé le poste de ministre de l'Énergie de mai 2008 à septembre 2009.
Redéployé comme ministre de l'Énergie en juin 2010, il a également été secrétaire général et chef de la fonction publique en 2011.